# Dobele
Dobele è un comune della Lettonia di 24 521 abitanti (dati 2009).

## Geografia antropica

### Suddivisioni amministrative
Il comune è stato istituito nel 2009 ed è formato dalle seguenti unità amministrative:
- Annenieki
- Auri
- Bērze
- Biksti
- Dobele, sede comunale
- Jaunbērze
- Krimūna
- Naudīte
- Penkule
- Zebrene